# Tanchico
Tanchico is een plaats in de serie Het Rad des Tijds van de Amerikaanse auteur Robert Jordan.
Tanchico is de hoofdstad van Tarabon en ligt aan de Arythische Oceaan. Tanchico is bijna even groot als Caemlin en bezit een van de grootste librijen van de wereld, waar onder andere een zegel op de kerker van de Duistere is uitgestald.
Door de oorlog met Arad Doman zit de stad vol met bedelaars, misdadigers en beurzensnijders.
Tanchico wordt geregeerd door een panarch. de huidige panarch is Amathera. Zij woont in het paleis dat grenst aan de librijen. Ondanks haar leger kan ze niets doen aan de wanhopige toestand in de stad.

## Seanchanen
Enkele tijd na Amathera's verheffing tot panarch vallen de Seanchanen onder leiding van Hoogvrouwe Suroth Tanchico binnen. dankzij de damane en verschillende beesten veroveren ze Tanchico zonder veel moeite. Amathera wordt afgezet, net als de koning, en in hun plaats worden nieuwe heersers gekozen, die trouw zweren aan de keizerin van Seanchan.